# 望安發電廠
望安發電廠為一座位於臺灣澎湖縣望安鄉上的小型火力發電廠。該座發電廠是望安島上唯一的發電廠，由台灣電力公司擁有並由旗下的澎湖營業區處所管轄，全名為台灣電力股份有限公司望安發電廠。

## 沿革
望安發電廠始設於1974年，由台灣電力公司所興建，當時望安發電廠的預定地位在望安鄉東安村4-1號，廠區坐落在煙墩山的東北，即山後溝的東端。而該預定廠址在臺灣清領時期時是清兵水師官兵的駐紮地，因此發電廠預定地在當地居民口中，又有「營盤」的稱呼。1978年，台灣電力公司自澎湖本島上的澎湖發電廠調來一部德國MAN公司製裝置容量500kW的柴油發電機。1981年，台電公司再向望安發電廠增設四部裝置容量500kW的柴油發電機。
後台電公司持續為望安發電廠的發電機組進行汰舊更新的作業。2005年時，望安發電廠總裝置容量到3,000kW。2009年，望安發電廠總裝置容量來到4,000kW，廠內共裝設四部裝置容量為1,000kW的柴油發電機，總望安鄉供電用戶數有934戶的用電戶。共負責澎湖縣望安鄉以及將軍澳嶼上將軍村的電力供給。

## 設備

### 發電機組

#### 商轉中
| 名稱   | 柴油機類型                      | 發電機類型                       | 機組數量 | 發電燃料 | 裝置容量（MW） | 商轉日期   | 狀態   |
| ------ | ------------------------------- | -------------------------------- | -------- | -------- | -------------- | ---------- | ------ |
| 一號機 | 英国Mirrlees Blackstone製柴油機 | 臺灣大同公司製交流式同步發電機   | 1        | 柴油     | 1.0MW          | 1998年9月  | 商轉中 |
| 二號機 | 日本野馬公司製柴油機            | 印度製交流式同步發電機           | 1        | 柴油     | 1.0MW          | 2008年11月 | 商轉中 |
| 三號機 | 現代工業柴油機                  | 印度製交流式同步發電機           | 1        | 柴油     | 1.0MW          | 2008年5月  | 商轉中 |
| 四號機 | 德国MAN集團製柴油機             | 美国愛默生電力製交流式同步發電機 | 1        | 柴油     | 1.0MW          | 2001年10月 | 商轉中 |

#### 已汰除
| 名稱   | 柴油機類型          | 發電機類型       | 機組數量 | 發電燃料 | 裝置容量（MW） | 商轉日期 | 狀態   |
| ------ | ------------------- | ---------------- | -------- | -------- | -------------- | -------- | ------ |
| 一號機 | 德国MAN集團製柴油機 | 交流式同步發電機 | 1        | 柴油     | 0.5MW          | 1978年   | 已汰除 |
| 二號機 | 德国MAN集團製柴油機 | 交流式同步發電機 | 1        | 柴油     | 0.5MW          | 1981年   | 已汰除 |
| 三號機 | 德国MAN集團製柴油機 | 交流式同步發電機 | 1        | 柴油     | 0.5MW          | 1981年   | 已汰除 |
| 四號機 | 德国MAN集團製柴油機 | 交流式同步發電機 | 1        | 柴油     | 0.5MW          | 1981年   | 已汰除 |
| 五號機 | 德国MAN集團製柴油機 | 交流式同步發電機 | 1        | 柴油     | 0.5MW          | 1981年   | 已汰除 |

## 資料來源
1. 1 2  . 台灣電力股份有限公司 澎湖區營業處.   [2016-03-06]. （原始内容存档于2019-06-08） （中文（臺灣））.
2. 1 2 3 4 5 6  朱瑞墉.  (PDF). 源雜誌. 2009-07  [2016-03-06]. （原始内容存档 (PDF)于2021-04-12） （中文（臺灣））.
3. ↑  . 經濟部能源局 - 能源報導. 2005-12  [2016-03-06]. （原始内容存档于2017-01-11） （中文（臺灣））.
4. ↑  怡興工程顧問有限公司.  (PDF). 澎湖縣政府. 2007-04  [2016-03-06]. （原始内容存档 (PDF)于2019-06-05） （中文（臺灣））.

## 外部連結
- 望安電廠簡介 （页面存档备份，存于）